# 泉水东站
泉水东站位于辽宁省大连市甘井子区，是大连地铁5号线的一个车站，于2023年3月17日启用。

## 位置
泉水东站位于甘井子区兴泉路和涌泉巷交汇口。

## 车站结构
泉水东站为島式站台地下车站，B1层为站厅层，B2层为站台层。
| B1层 | 站厅层                              | 站厅、乘客服务中心、自动充值机、自动售票机 |
| B2层 |                                     | █ 5号线往后关方向 （龙华路）               |
| B2层 | 岛式站台，开左边门                  |                                            |
| B2层 | █ 5号线 往虎滩新区方向 （中华东路） |                                            |

## 车站出入口
泉水东站共设有3个出入口，站外无障碍电梯位于C出入口旁。
| 出口编号 | 出口指示 | 建议前往的目的地 |
| -------- | -------- | ---------------- |
| 出口 · A |          |                  |
| 出口 · B |          |                  |
| 出口 · C |          |                  |

## 公交换乘
- - 806路公交车。（兴泉路站）